# 13 Armia (Imperium Rosyjskie)
13 Armia (ros. 13-я армия) – związek operacyjny Armii Imperium Rosyjskiego w okresie I wojny światowej.
Sztab polowy 13 Armia utworzono w czerwcu 1915 na bazie Grupy Operacyjnej gen. piechoty Władimira Ołochowa. W 1915 dowództwo i sztab przemianowano na 12 Armię.

## Skład
W jej skład w okresie wojny wchodziły:
- 23 Korpus Armijny od 24.07.1915;
- 29 Korpus Armijny  od 24.07.1915;
- 31 Korpus Armijny od 24.07.1915;
- 38 Korpus Armijny od 24.07.1915;
- 2 Kaukaski Korpus Armijny od 24.07.1915;
- 5 Kaukaski Korpus Armijny od 24.07.1915;

## Dowódca 13 Armii
| Stopień          | Nazwisko              | Okres                   |
| ---------------- | --------------------- | ----------------------- |
| Generał piechoty | Władimir Gorbatowskij | 12.06.1915 - 20.08.1915 |